# 金井さやか
金井 さやか（かない さやか、1972年6月23日 - ）は、英語コーチ、講師トレーナー。パフォーマー（パントマイム）。株式会社エデュケイティング代表取締役。
オーディオブックを使った英語上達法「耳読書」を提唱。愛知県名古屋市出身。

## 経歴
- 1991年：愛知県立旭丘高等学校卒業
- 1995年：中央大学法学部法律学科卒業、大手学習塾入社
- 2000年：イギリス・スコットランドの演劇フェスティバルにパフォーマーとして参加
- 2004年：English-Boxサイトをオープン、英語コーチとして活動を開始
- 2005年：独立
- 2009年：株式会社エデュケイティングを設立

## 人物
- 高校時代

両親に海外留学を提案されるが、「アメリカは銃があって怖いから」という理由で断った。それから数年後に、アメリカで日本人留学生射殺事件が起こり、「留学は怖い」という印象がさらに強くなり、学生時代に留学をすることはなかった。
- 大学時代

検察官の仕事に興味を持ち、大学は法学部に進む。在学中にアルバイトで水泳のコーチをしたことがきっかけで、たくさんの人と接する仕事がしたくなり、「人を光らせ、自分も光る」をキャッチフレーズとして就職活動をし、学習塾に入社する。
- 会社員時代

文系科目担当として英語を教えることになり、中学1年生の勉強からやり直すとともに、英語オーディオブックを生活に取り入れるようになる。「耳読書」効果でTOEICテストや英検にも実績を出す。
- パントマイム

大学時代に出あったパントマイムの奥深さにのめり込み、社会人になってもパントマイムを続け、舞台にも立つ。2000年には、イギリスでのパフォーマンスも経験、その前年には単身でスコットランドに下見に行った。

## 著書
- 『国内でTOEICテスト990点～留学しなくても英語力は伸ばせる！』2007（中経出版）
- 『CD付　英語は耳読書で学べ』2008（中経出版）
- 『TOEICテスト満点コーチが教えるビジネス英語』2009（中経出版）
- 『英語の授業では教えてくれない　自分を変える英語』2010（講談社インターナショナル）異文化理解を助けるフレーズ・英文執筆（共著）

## メディア・執筆
- 『プロの勉強法』（PHP研究所）で記事掲載
- 全国誌『子ども英語』（アルク）への寄稿・記事執筆多数
- 教育開発出版株式会社　英語教材『English Goody Goody!』DVD監修
- 『DVD版　小学校英語指導者資格取得研修講座』（アルク）出演（ゲーム&アクティビティ 解説と実演）
- 『AERA English』2009年7月号「TOEIC満点ホルダーの英語耳！」巻頭特集
- 『日経キャリアマガジン2011年Vol2』「大人の英語やり直し」インタビュー記事掲載
- ラジオNIKKEIで番組パーソナリティーを担当「速攻！金井さやかの15Minutes English」
- 英語学習新聞『毎日ウィークリー』に “How do you say it?” （英会話表現とコラム）を連載
- 『子ども英語ジャーナル』2011年10月号に記事掲載
- 英語月刊誌『CNN English Express』2011年10月号に記事掲載
- 月刊誌『ALCOM　WORLD（アルコムワールド）』6月号に記事掲載
- 日経の転職サイト『日経キャリアNET』に記事連載

## 講演・講座
- 「非言語コミュニケーション　～パントマイムに学ぶ　ビジネスコミュニケーション入門」講演、講座（人材育成マネジメント研究会など）
- 「親子で楽しむ　英語子育て入門」講演（えびな国際交流の会など）

- 英語講師のためのトレーニング・講演

「小学校英語の現状と英語のできる子どもを育てるヒント」（全国外国語教育振興協会など）
「少人数から大規模クラスまで、子どもの心をつかむ ～パントマイムに学ぶ、非言語コミュニケーション力アップ術」（Teachers－Place）
「英語の先生のための　クラスルームイングリッシュ」（小学校英語指導者認定協議会）
- 「こどもイングリッシュキャンプ」で英語レッスンを担当
- 親子英会話体験アメリカツアー　企画・引率、英語指導